# Bykle
Bykle es un municipio de la provincia de Agder en la región de Sørlandet, Noruega. A 1 de enero de 2018 tenía una población estimada de 958 habitantes.